# Pierre Daumesnil

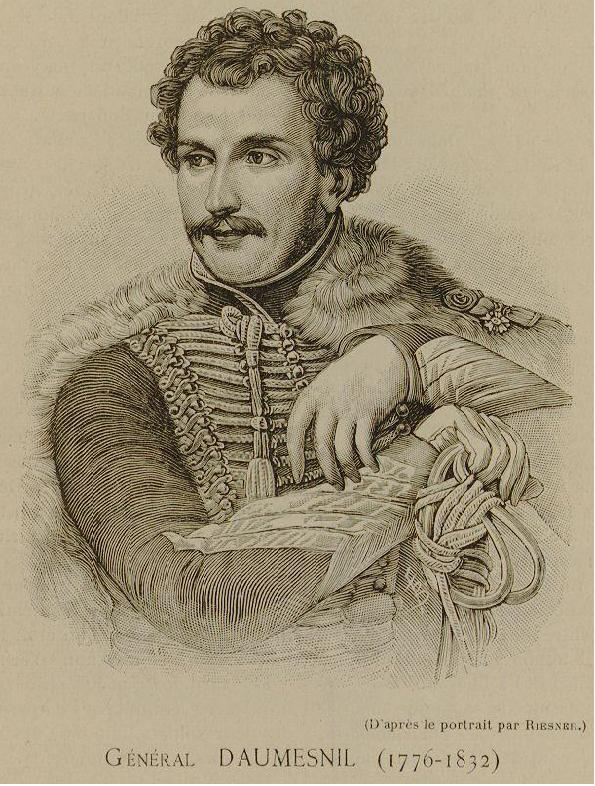
Pierre Daumesnil

Pierre Yriex Daumesnil (* 14. Juli 1776 in Périgueux; † 17. August 1832) war ein französischer General.
Daumesnil diente zunächst als Soldat in der Armee Napoleon Bonapartes und stieg dort bis zum Général de brigade auf. In der Schlacht bei Wagram verlor er ein Bein, das durch eine hölzerne Prothese ersetzt wurde und ihm den Beinamen jambe de bois (dt. „Holzbein“) einbrachte. Als Kommandant von Vincennes verteidigte er während des Sechsten Koalitionskrieges beim Marsch der Armeen der Koalition erfolgreich das Fort der Stadt.
Am 27. Februar 1831 wurde ihm von König Louis-Philippe I. der Titel Lieutenant-général verliehen.

## Ehrungen
Sein Name ist am Triumphbogen in Paris in der 8. Spalte eingetragen. Heute erinnert eine überlebensgroße Statue vor dem Rathaus von Vincennes an den General.
| Personendaten    | Personendaten                                |
| ---------------- | -------------------------------------------- |
| NAME             | Daumesnil, Pierre                            |
| ALTERNATIVNAMEN  | Daumesnil, Pierre Yriex (vollständiger Name) |
| KURZBESCHREIBUNG | französischer Generalleutnant                |
| GEBURTSDATUM     | 14. Juli 1776                                |
| GEBURTSORT       | Périgueux                                    |
| STERBEDATUM      | 17. August 1832                              |